# Каляєв Санджі Каляйович
Каляєв Санджі Каляйович (калм. Калян Санҗ, 2 січня 1905, село Цаган Hyp, тепер Октябрський район, Калмикія, РФ — 18 березня 1985, Еліста, Калмицька АРСР, СРСР) — калмицький радянський письменник, народний поет Калмицької АРСР (з 1965 року). Член спілки письменників СРСР (з 1934 року). Один із зачинателів калмицької радянської літератури.

## Біографія
Народився 2 січня 1905 року у селі Цаган Hyp у Калмикії (є припущення, що він народився на кілька років раніше від офіційної дати:11). Мати поета — Баян-Джіргал (1873—1938) — була дочкою багатого скотопромисловця. Батька Санджі Каляєв практично не знав й про нього мало-що відомо.:13
У 1922 році вступив до Калмицького педагогічного технікуму. У 1923 році вступив до комсомолу. Під час навчання у педтехнікумі пройшов курс військового навчання в 512-му Приволзькому кавалерійському ескадроні частин особливого призначення.:11 У 1926—1929 роках С. Каляєв працював вчителем калмицького мови в школі селянської молоді у Малодербетовскому улусі. У 1928 році він став членом ВКП(б), почав працювати в обласній газеті. У 1926—1929 роках він брав активну участь у боротьбі з бандитизмом (так за радянщини називали й боротьбу з радянським режимом) як начальник оперативної групи та представник районного комітету партії і райвиконкому.:14 Восени 1929 року Санджой Каляєв вступив до літературно-лінгвістичного відділення педагогічного факультету Саратовського державного університету ім. Н. Г. Чернишевського, де була організована кафедра калмицького мови і літератури. Закінчив інститут у 1932 році. Відтоді працював на різних посадах у місті Астрахань: завідувачем навчальної частини Калмицького технікуму мистецтв; 1934–36 — виконуючим обов'язків доцента кафедри калмицької мови та літератури педагогічного ін-ту; 1936–37 — директор Калмицького театру; водночас від 1937 — начальник Управління у справах мистецтв Калмицької АРСР. Брав участь у Нараді з питань алфавіту, орфографії та термінології калмицької мови, що була проведена у 1936 році.
17 вересня 1937 року заарештований, звинувачений у приналежності до буржуазно-націоналістичної контрреволюційної організації, засуджений до 8-ми років таборів, покарання відбував на Колимі. Засуджений був і його старший брат Ліджі, якого розстріляли у грудні 1937 року.:13 Звільнено С. Каляєва у 1943 році, реабілітовано у 1956 році.
Від 1957 року працював у Елісті старшим науковим співробітником Калмицького НДІ мови, літератури та історії, у 1960—1962 був відповідальним секрем Спілки письменників Калмикії, у 1972—1985 роках — доцентом кафедри калмицької мови та літератури Калмицького університету.
Нагороджений орденами Трудового Червоного Прапора, «Знак Пошани», медалями. Нагороджений Державною премією Калмицької АРСР ім. О. Городовикова (1967).

## Літературна діяльність
Друкуватися почав 1924 року. Автор поетичних збірок «Вірші соціалізму» («Социализмин делделһнд», 1932), «Вірші і поеми» (1959), «Гімн рідному степу» (1963), «Коли є любов» (1966) «Вітер і дума»» («Салькн Санан хойр, 1976), «Пам'ятай їхні імена» («Кү мартхмн биш», 1977), «Чаша порівняння» («Келҗ, кенләрн дуццулхв», 1987), циклу віршів про В. Леніна «Тільки по Іллічу» («Мел Ильичин келсәр», 1969), поем «Богатирі — червоні орли» («Баатр улан һәрднр», 1931), присвяченої боротьбі з бандитизмом (за радянщини так називали й антирадянську боротьбу), «Червона весна» («Улан сар», 1932), «Бригадир» (1935), «Тамара» (1963), «Осяяння ранку» («Ɵрүн маңhap», 1966); книги нарисів «На березі Цаган Нура» («Цаһан нуурин көвәд», 1962). Посмертна збірка — «Заповідаю предкам» («Хөөт үйнртән гөрәслҗәнәв», 1988).
Переклав окремі твори Т. Шевченка, що увійшли до збірки «Шүлгүд» («Поезії», 1964), деякі оповідання Лесі Українки, окремі твори М. Нагнибіди (присвятив Каляєву вірш «Степи»), П. Ребра, М. Рильського, В. Чубенка.
Переклав калмицькою деякі п'єси Мольєра, а також твори окремих російських письменників.

## Виноски
1. 1 2  Identifiants et Référentiels — ABES, 2011.
2. 1 2 3 4 5   Каляев С. К. Письма Еве: Письма и другие документальные материалы к биографии С. К. Каляева / Сост. Э. С. Каляева. — Элиста: Калм. кн. изд-во, 2001. — 288 с.: ил. (рос.)
3. ↑   А. И. Суржок, В. Л. Теленгидова. Торлонг из Цаган Нура: очерк творчества С. Каляева. — Калмыцкое книжное изд-во, 1985 — 72 стр. — С. 6. (рос.)
4. ↑   Г. И. Ломидзе, Л. И. Тимофеев. История советской многонациональной литературы: В 6-ти т. — Том 2, Книга 2. — М.: Наука, 1972. С. 421. (рос.)